# Episodi de La strana coppia (serie televisiva 2007)
La prima stagione de La strana coppia è andata in onda in prima visione su Italia 1 dal 17 aprile all'8 ottobre 2007.
I primi 20 episodi sono stati trasmessi in prima serata dal 17 aprile al 22 giugno 2007, con doppio appuntamento, in coda al programma Buona la prima!; gli ultimi 10 sono andati invece in onda, sempre con doppio appuntamento, dal 10 settembre all'8 ottobre 2007, in seconda serata.
| nº | Titolo                  | Prima TV Italia   |
| -- | ----------------------- | ----------------- |
| 1  | Un Oscar per Felix      | 17 aprile 2007    |
| 2  | Una moglie per Oscar    | 17 aprile 2007    |
| 3  | Pazzo per la dottoressa | 25 aprile 2007    |
| 4  | Una vita da salvare     | 25 aprile 2007    |
| 5  | Tomba con vista         | 1º maggio 2007    |
| 6  | Cercasi badante         | 1º maggio 2007    |
| 7  | La ragazza giusta       | 8 maggio 2007     |
| 8  | La strana vacanza       | 8 maggio 2007     |
| 9  | Segreti in cucina       | 15 maggio 2007    |
| 10 | Un'automobile per due   | 15 maggio 2007    |
| 11 | Mister Muscolo          | 22 maggio 2007    |
| 12 | Turno di notte          | 22 maggio 2007    |
| 13 | Chat line               | 29 maggio 2007    |
| 14 | Ti sembro maniaco       | 29 maggio 2007    |
| 15 | Il poeta                | 5 giugno 2007     |
| 16 | Evviva la sposa!        | 5 giugno 2007     |
| 17 | Il ritorno di Gloria    | 12 giugno 2007    |
| 18 | Terapia di gruppo       | 12 giugno 2007    |
| 19 | Fiocco azzurro          | 22 giugno 2007    |
| 20 | Il cugino               | 22 giugno 2007    |
| 21 | E io pago               | 10 settembre 2007 |
| 22 | Ghost Writer            | 10 settembre 2007 |
| 23 | Casa dolce casa         | 17 settembre 2007 |
| 24 | La frase magica         | 17 settembre 2007 |
| 25 | Paura di volare         | 24 settembre 2007 |
| 26 | Una moglie in copertina | 24 settembre 2007 |
| 27 | Festa a sorpresa        | 1º ottobre 2007   |
| 28 | Gli esorcisti           | 1º ottobre 2007   |
| 29 | Notti bianche           | 8 ottobre 2007    |
| 30 | Amici giurati           | 8 ottobre 2007    |